# Cós (Alcobaza)
Cós (llamada oficialmente Coz) era una freguesia portuguesa del municipio de Alcobaza, distrito de Leiría.

## Historia
Según algunos historiadores el primer asentamiento en el territorio de la freguesia habría sido fundado por los fenicios cerca de Alcobaça, una colonia a la que dieron el nombre de Cós en memoria de la isla de Kos, de la que eran señores, perteneciente al archipiélago de las Esporádes, en las proximidades de las costas de Asia Menor.
La freguesia era uno de los señoríos de Alcobaça, tal y como aparece en el foro de la villa de 1514, recibido del rey Manuel I. Como toda la zona de Alcobaça durante mucho tiempo estuvo bajo la influencia de los monjes cistercienses del monasterio de Alcobaça. Fue sede del municipio a comienzos del siglo XIX. El antiguo municipio tenía en 1801 un total de 753 habitantes.
Fue suprimida el 28 de enero  de 2013, en aplicación de una resolución de la Asamblea de la República portuguesa promulgada el 16 de enero de 2013 al unirse con las freguesias de Alpedriz y Montes, formando la nueva freguesia de Coz, Alpedriz e Montes.

## ¿Cós o Coz?
La ortografía correcta del topónimo en portugués actual es Cós y no Coz, como aparece oficialmente. 

## Patrimonio
- Capilla de Nuestra Señora de la Luz.
- Monasterio de Santa María de Cós.

## Festividades
La patrona de la fregresia es Santa Eufemia, con una iglesia dedicada en el centro de la localidad, también conocida como Iglesia de la Misericordia.